# فرانك أوين
فرانك أوين (بالإنجليزية: Frank Owen)‏ هو سياسي بريطاني (وحمل سابقاً جنسية المملكة المتحدة لبريطانيا العظمى وأيرلندا)، ولد في 27 سبتمبر 1905، وتوفي في 23 يناير 1979. حزبياً، نشط في الحزب الليبرالي. في الانتخابات العامة في المملكة المتحدة 1929 ‏، انتخب عضو برلمان المملكة المتحدة الـ35 عن دائرة هيريفورد (30 مايو 1929 – 7 أكتوبر 1931).

## روابط خارجية
- فرانك أوين على موقع IMDb (الإنجليزية)
- فرانك أوين على موقع قاعدة بيانات الفيلم (الإنجليزية)